# Walter Adams
Walter Sydney Adams (Antiochië (Syrië), 20 december 1876 - Pasadena (Californië), 11 mei 1956) was een Amerikaans astronoom.

## Leven
Adams werd geboren in Syrië, als zoon van een missionarissenechtpaar. Hij werkte bij het Yerkes Observatorium en ging samen met zijn directeur, George Ellery Hale naar Mount Wilson, waar Adams van 1923 tot 1946 zelf directeur was.

## Ontdekkingen
Zijn spectroscopisch onderzoek van de zon en andere sterren leidde tot de ontdekking van een spectroscopische methode voor het bepalen van de afstanden van sterren: de relatieve intensiteit van bepaalde spectraallijnen kan worden gebruikt om de absolute magnitude van sterren vast te stellen.
Samen met Hale werkte hij aan de ontdekking van magnetische velden in zonnevlekken en hij gebruikte fotografie om de differentiële rotatie van de zon te meten.
Hij deelde met Theodore Dunham Jr. in de ontdekking van kooldioxide in de atmosfeer van Venus, en van de moleculen CN en CH in interstellaire gaswolken.
Adams identificeerde Sirius B als de eerste witte dwerg, en zijn bepaling van de roodverschuiving van deze ster werd gezien als een bevestiging van de algemene relativiteitstheorie.

## Erkenning
Medailles
- Bruce Medal (1928)

Naar hem vernoemd
- Krater Adams op de Maan
- Krater Adams op Mars
- Planetoïde (3145) Walter Adams